# Jordanita volgensis
Jordanita volgensis là một loài bướm đêm thuộc họ Zygaenidae. Nó được tìm thấy ở miền đông Ukraina, miền nam Nga, Nam Kavkaz, Thổ Nhĩ Kỳ và Syria.
Chiều dài cánh trước là 11,5-15,5 mm đối với con đực và 8,8-9,5 mm đối với con cái. Con trưởng thành bay từ tháng 5 đến tháng 6.

## Phụ loài
- Jordanita volgensis volgensis (Möschler, 1862)
- Jordanita volgensis muelleri Alberti, 1974.
- Jordanita volgensis grandis Alberti, 1974